# Белла, Рэйчел
Рэ́йчел Бе́лла Ни́лэнд (англ. Rachael Bella Kneeland, род. 13 марта 1984, Вермиллион, Южная Дакота, США) — американская актриса. Наиболее известна ролью Бекки Котлер в фильме «Звонок».

## Биография
Нилэнд родилась и жила около трёх лет в Вермиллионе, после чего вместе с семьёй переехала в Нью-Йорк, где девочка с юного возраста выступала на сцене в качестве певицы, однако со временем посвятила себя актёрскому искусству. В 2007 вышел последний фильм с её участием «Закусочная смерти», после чего Белла оставила профессию ради семьи.

## Личная жизнь
Белла с 2006 была замужем за Эдвардом Фёрлонгом, с которым познакомилась на съёмках криминального триллера «Джимми и Джуди» в 2005. 21 сентября 2006 родился сын Итан Пэйдж. В июле 2009 года пара рассталась, но бракоразводный процесс был завершён лишь в 2014 году.

## Фильмография
| Год  | Название                                               | Роль                      | Примечание                      |
| ---- | ------------------------------------------------------ | ------------------------- | ------------------------------- |
| 1993 | Любить, чтить и слушаться: Последнее супружество мафии | девочка                   | ТВ-фильм                        |
| 1993 | Домашние святые                                        | молодая Тереза Сантанжело |                                 |
| 1993 | Когда свиньи взлетят                                   | Рути                      |                                 |
| 1994 | Грейс в огне                                           | маленькая девочка         | Episode: «Grace and Beauty»     |
| 1994 | ER                                                     | Сара Гаснер               | Серия: «Into That Good Night»   |
| 1995 | Маленькая принцесса                                    | Бетси                     |                                 |
| 1995 | W.E.I.R.D. World                                       | Сьюзи                     | ТВ-фильм                        |
| 1996 | Суровое испытание                                      | Бетти Пэррис              |                                 |
| 1997 | Кровавый апельсин                                      | Мередит                   |                                 |
| 1997 | Дитя Сатаны                                            | молодая Никки             | ТВ-фильм                        |
| 2001 | Практика                                               | Элизабет Мэтьюз           | Серия: «Poor Richard’s Almanac» |
| 2002 | Первый понедельник                                     | Кирстен Брэментон         | Серия: «Age of Consent»         |
| 2002 | Баффи — истребительница вампиров                       | мёртвая девушка           | Эпизод: «Уроки»                 |
| 2002 | Звонок                                                 | Ребекка Котлер            |                                 |
| 2002 | Закон и порядок: Специальный корпус                    | Джеки Лэндрикс            | Episode: «Resilience»           |
| 2003 | Вернуть из мёртвых                                     | Джен Де Лука              | Серия: «Star Crossed»           |
| 2004 | Бостонская школа                                       | Дитто                     | Серия: «Chapter Eighty»         |
| 2005 | Американское оружие                                    | Хэйли                     |                                 |
| 2006 | Джимми и Джуди                                         | Джуди                     |                                 |
| 2006 | Славные парни                                          | Линдси                    |                                 |
| 2007 | Закусочная смерти                                      | Старфайр                  |                                 |